# Robotron 1715

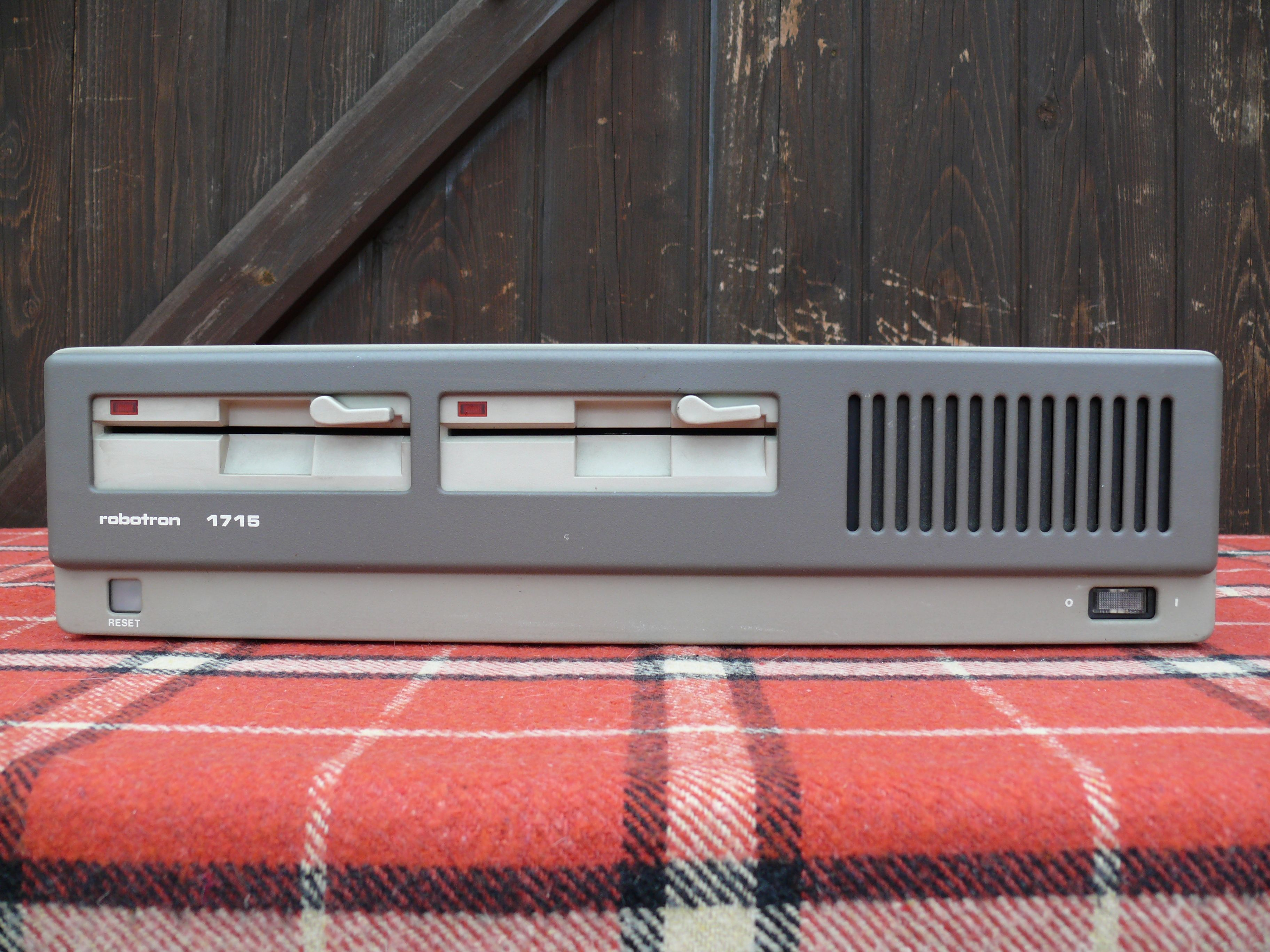
Robotron 1715

Robotron 1715 — 8-розрядний персональний комп'ютер виробництва НДР. Вироблявся на заводі VEB Robotron. Існували дві моделі, що відрізнялися однією літерою в назві — 1715 і 1715W (в СРСР — 1715М), проте мали значні відмінності в будові та характеристиках.

## Технічні характеристики
- Процесор: U880 (аналог Zilog Z80) на частоті 2,5 МГц у 1715 і 4 МГц у 1715W
- ОЗП: 64 КБ (в 1715W розширюється до 256 КБ)
- ППЗ: 2 КБ, містить завантажувач системи[en] з дискети або послідовного порту
- Відеорежими: текстові 64×16 та 80×24 (25) символів (відеоконтролер Intel 8275); два ППЗ знакогенератора, що перемикаються, в моделі 1715 (в СРСР другий ППЗ містив російський шрифт), ОЗП знакогенератора в 1715W
- Монітор: монохромний, зеленого світіння з двома градаціями яскравості
- Накопичувачі: два вбудовані 5¼-дюймові дисководи, 800 КБ (звичайної щільності) K5601 (TEAC FD55GR); контролери дисковода різні в 1715 та 1715W. У перших моделях стояли 1-сторонні дисководи на 400 кБ.
- Клавіатура: 97 клавіш плюс 15 функціональних; була окремим комп'ютером, зібраним на такому ж процесорі U880; інтерфейс взаємодії зі системним блоком — послідовний.
- Миша: відсутня
- Звук: відсутній.
- Порт принтера — послідовний, стандарт RS-232
- Блок живлення: вбудований
- Розміри системного блока: 50×40×14 см, горизонтальний
- Маса: 12,8 кг

## Програмне забезпечення

### Операційна система
Операційна система — SCP (сумісна з CP/M).

## Галерея

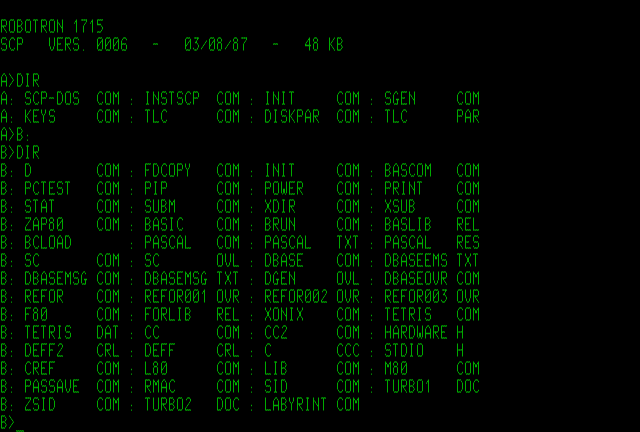
Скриншот робочого екрану Robotron1715
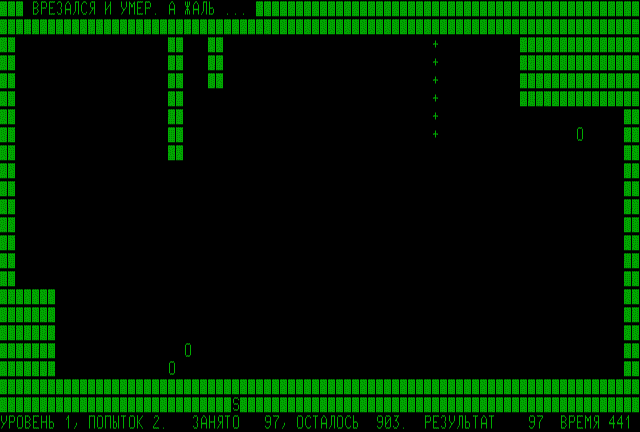
Скриншот гри XONIX на Robotron 1715